# Лопес де Маседо, Кевин
Ке́вин Са́нтос Ло́пес де Масе́до (порт.-браз. Kevin Santos Lopes de Macedo); род. 4 января 2003, Сан-Паулу) — бразильский футболист, вингер донецкого «Шахтёра».

## Клубная карьера
Кевин — воспитанник клуба «Деспортиво Бразил». 15 февраля 2020 года в матче Лиги Паулиста против «Гремиу Озаску» он дебютировал за основной состав. Летом того же года Кевин перешёл в «Палмейрас». 1 декабря 2021 года в матче против «Куябы» он дебютировал в бразильской Серии A. 

## Международная карьера
В 2023 году в составе молодёжной сборной Бразилии Кевин принял участие в молодёжном чемпионате мира в Аргентине. На турнире он сыграл в матчах против сборных Италии, Доминиканской Республики, Нигерии и Израиля.

## Достижения

### Командные
«Палмейрас»
- Чемпион Бразилии: 2023

«Шахтёр» (Донецк)
- Чемпион Украины: 2023/24
- Бронзовый призёр чемпионата Украины: 2024/25
- Обладатель Кубка Украины (2): 2023/24, 2024/25

### Личные
- Лучший игрок сезона в «Шахтёре»: 2024/25
- Лучший игрок месяца в «Шахтёре» (2): март 2025, апрель 2025